# Guerra d'indipendenza estone
La guerra d'indipendenza estone (in estone: Vabadussõda, letteralmente "guerra della libertà") fu combattuta tra il 28 novembre 1918 e il 2 febbraio 1920 nel territorio dell'attuale Estonia e nelle zone limitrofe a essa nella Russia nord-occidentale, essenzialmente tra le forze nazionaliste estoni e le truppe della Repubblica Socialista Federativa Sovietica Russa.
L'Estonia proclamò la sua indipendenza nei giorni immediatamente successivi alla conclusione della prima guerra mondiale, quando la capitolazione della Germania e la smobilitazione delle armate tedesche schierate sul fronte orientale lasciarono senza controllo vaste regioni nell'Europa orientale; l'Estonia era stata parte per diversi secoli dell'Impero russo, e questo spinse il nuovo governo bolscevico della RSFS Russa ad avviare un'invasione del territorio estone onde riguadagnarne il controllo, spalleggiando l'istituzione di un governo fantoccio locale (la "Comunità dei lavoratori estoni"). L'appoggio del Regno Unito, che inviò armi e uno squadrone navale della Royal Navy, e l'afflusso di volontari da varie nazioni scandinave consentirono alle forze nazionaliste estoni di fronteggiare l'invasione e di passare al contrattacco, riconquistando il terreno perduto entro il febbraio 1919.
Il conflitto entrò quindi a far parte dei più vasti eventi della guerra civile russa, con gli estoni che fornirono supporto all'Armata Bianca anti-bolscevica del generale Nikolaj Judenič nelle sue offensive in direzione di Pietrogrado; la sconfitta dei "bianchi" nel novembre 1919 portò poi all'avvio di colloqui di pace tra estoni e russi, culminati nella firma del trattato di Tartu il 2 febbraio 1920 che pose fine alle ostilità riconoscendo la piena indipendenza dell'Estonia.

## Antefatti

### La nascita del nazionalismo estone
A lungo un possedimento della Svezia, il territorio dell'attuale Estonia passò sotto il controllo dell'Impero russo dopo la sconfitta svedese nella grande guerra del Nord nel 1721, venendo suddiviso nei due governatorati di Reval (poi dell'Estonia) e della Livonia (comprensivo anche di territori oggi parte della Lettonia); questi "governatorati baltici" godevano di una certa autonomia amministrativa all'interno dell'Impero russo, ma il potere era concentrato nelle mani delle tradizionali famiglie nobiliari e di proprietari terrieri della regione, appartenenti all'etnia dei tedeschi del Baltico da sempre dominante.
Il sentimento nazionalista estone prese piede nella regione a partire dalla metà del XIX secolo: questo "Risveglio nazionale estone" inizialmente si manifestò come movimento culturale, teso a riscoprire la cultura, le tradizioni popolari e la lingua degli estoni in contrapposizione all'egemonia esercitata nella regione dalla cultura tedesca, e non si poneva quindi in un atteggiamento di aperta sfida alle istituzioni dell'Impero, viste anzi come un mezzo per controbilanciare il dominio dei baltico-tedeschi. La situazione mutò dopo l'avvio di una massiccia campagna di russificazione delle provincie baltiche avviata a partire dagli anni 1880 da parte del reazionario zar Alessandro III di Russia, influenzato dai circoli slavofili della capitale San Pietroburgo. La reazione delle popolazioni baltiche alle politiche di russificazione del governo centrale (che del resto colpivano tanto gli autoctoni quanto i baltico-tedeschi) si tradusse in un incremento del sentimento nazionale locale e in una sua virata verso posizioni più politiche, comprensive di richieste come la libertà di stampa e l'istituzione di organi di autogoverno locali, ispirate dalle idee del liberismo e del socialismo che nel medesimo periodo andavano diffondendosi in tutta l'Europa.
La diffusione delle idee nazionaliste fu favorita in Estonia dalla progressiva industrializzazione della regione alla fine del XIX secolo, che aumentò l'urbanizzazione delle classi contadine e la loro entrata in contatto con le istanze degli ambienti culturali estonofili. Lo scoppio della rivoluzione russa del 1905 portò alla luce questo crescente sentimento nazionalista: nelle principali città scioperi e manifestazioni che richiedevano la concessione dei diritti civili e dell'autogoverno regionale furono sanguinosamente represse dalle truppe russe, mentre nelle campagne bande di rivoltosi assalivano i manieri e le proprietà della nobiltà locale; benché repressa, la rivoluzione portò alla nascita dei primi partiti politici estoni, come il nazionalista Partito del Progresso Nazionale Estone di Jaan Tõnisson.

### L'Estonia indipendente

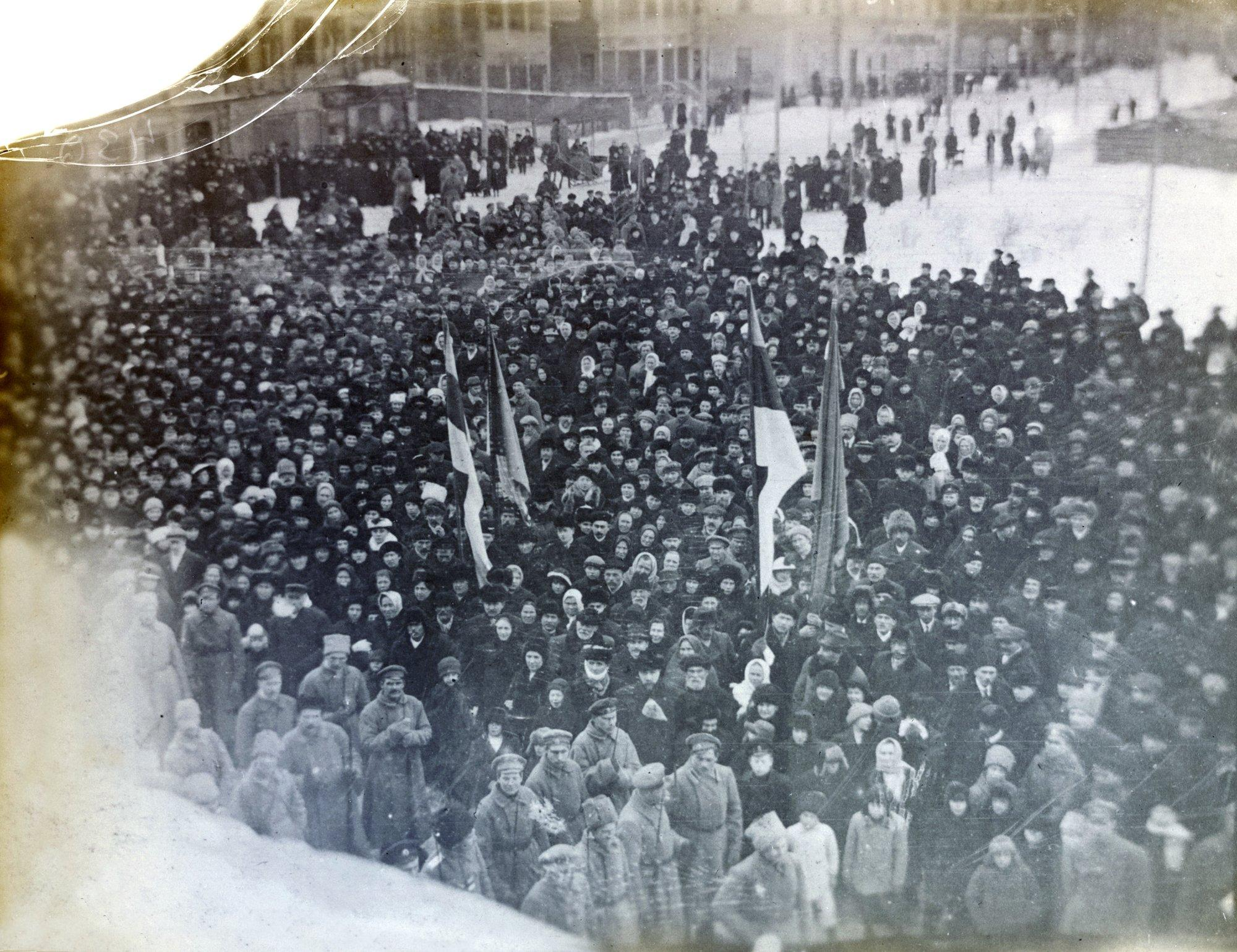
Manifestanti a Pärnu durante la proclamazione della dichiarazione d'indipendenza estone nel febbraio 1918

Lo scoppio della prima guerra mondiale nell'agosto 1914 non fu accolto con molto favore dalle popolazioni estoni: se una vittoria della Germania portava la paura di un ripristino dell'antico dominio dei tedeschi del Baltico sulle terre estoni, all'opposto non vi era alcun entusiasmo nel combattere a favore di un governo centrale repressivo e che continuava con le politiche di russificazione ormai avversate da gran parte della popolazione; circa 100 000 estoni furono comunque coscritti nei ranghi delle forze armate russe, e almeno 10 000 di essi caddero nel corso dei combattimenti del fronte orientale. Le numerose sconfitte patite nel corso della guerra minarono la tenuta del regime zarista russo, che crollò inesorabilmente con lo scoppio della rivoluzione russa di febbraio; l'istituzione di una "Repubblica russa" retta da un governo provvisorio si tradusse in un aumento delle istanze nazionaliste presso tutte le minoranze dell'ormai ex Impero: il 19 marzo 1917 il sindaco di Tallinn Jaan Poska fu nominato "commissario provinciale" con poteri amministrativi sulle terre estoni, mentre il 9 aprile una grande manifestazione di 40 000 estoni (tra cui 12 000 soldati in armi) si tenne nelle strade della capitale Pietrogrado chiedendo autonomia per l'Estonia. Il 12 aprile il governo provvisorio russo decretò l'istituzione di un Governatorato autonomo dell'Estonia sulle aree prima occupate dal Governatorato dell'Estonia e sulle parti del Governatorato della Livonia abitate da estoni: venne formata un'assemblea provinciale estone o Maapäev che iniziò le sue attività il 1º luglio dopo le prime elezioni libere nel paese svoltesi in maggio, le quali videro la partecipazione di un gran numero di partiti politici tanto conservatori e nazionalisti quanto menscevichi e bolscevichi. In aprile era intanto iniziata la formazione di reparti militari interamente composti da estoni: al comando del colonnello Aleksander Tõnisson, il primo reggimento di truppe estoni entrò in linea nell'estate del 1917 e in ottobre prese parte ai combattimenti dell'operazione Albion, l'invasione tedesca delle isole estoni di Saaremaa, Hiiumaa e Muhu; nel dicembre 1917 le truppe nazionali estoni avevano raggiunto la consistenza di una divisione.

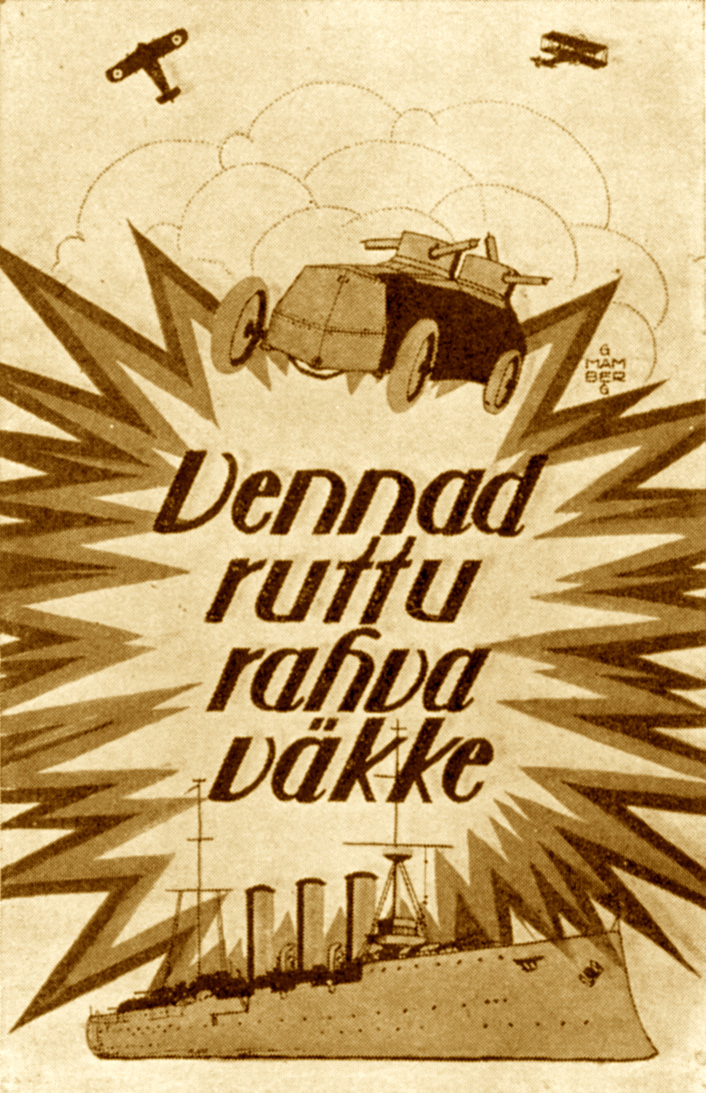
Manifesto di propaganda del 1918 per l'arruolamento di volontari nell'esercito estone

L'impopolare governo provvisorio russo fu spodestato nella notte tra il 7 e l'8 novembre 1917 dalle forze bolsceviche russe guidate da Vladimir Lenin e Lev Trockij, nel corso della cosiddetta "rivoluzione d'ottobre". Subito dopo la presa del potere da parte dei bolscevichi russi a Pietrogrado, i bolscevichi estoni fecero altrettanto a Tallinn: il commissario Poska fu deposto e rimpiazzato da Viktor Kingissepp, presidente del neo costituito "Comitato rivoluzionario bolscevico estone" che iniziò ad amministrare la regione con poteri dittatoriali. Il Maapäev si oppose al suo scioglimento decretato dai bolscevichi e si proclamò per tutta risposta unica autorità legale suprema dell'Estonia, ma dovette svolgere le sue attività in clandestinità; in ogni modo, il sostegno della popolazione estone alla rivoluzione bolscevica si rivelò più che tiepido, e le elezioni progettate per il gennaio 1918 furono cancellate quando divenne evidente che i bolscevichi estoni non erano maggioritari nel paese. Il nuovo governo della Repubblica Socialista Federativa Sovietica Russa avviò subito trattative di pace con gli Imperi centrali per portare il paese fuori dal conflitto, ma lo stallo dei negoziati legato alla pretesa dei bolscevichi di ottenere una "pace senza annessioni né indennità" spinse i tedeschi a lanciare un'offensiva risolutiva a partire dal 18 febbraio 1918: nel corso della cosiddetta Operazione Faustschlag, le forze tedesche avanzarono in profondità lungo tutto il fronte incontrando solo una resistenza trascurabile, mettendo ben presto piede all'interno dell'Estonia; davanti al crollo del dominio russo, il 24 febbraio 1918 il Maapäev proclamò l'indipendenza dell'Estonia e l'istituzione di un governo provvisorio presieduto da Konstantin Päts. Il giorno successivo, i primi reparti tedeschi entrarono a Tallinn.
Il 3 marzo 1918, la firma del trattato di Brest-Litovsk consegnò alla Germania il controllo di tutti i Paesi Baltici unitamente alla Bielorussia e all'Ucraina. L'occupazione tedesca era stata inizialmente bene accolta dalla popolazione e le truppe della divisione estone passarono sotto gli ordini dei tedeschi; la Germania era tuttavia poco interessata alla costituzione di un'Estonia indipendente, e preferì appoggiarsi al secolare dominio dei baltico-tedeschi per istituire un regime fantoccio: Päts fu arrestato e il governo provvisorio estone ridotto alla clandestinità, le truppe estoni furono disarmate e il 5 novembre 1918 fu proclamata l'istituzione di un Ducato Baltico Unito esteso su Estonia e Lettonia. Il dominio tedesco sull'Estonia ebbe comunque vita breve: l'11 novembre 1918 una Germania prostrata dalla guerra e dalla rivoluzione capitolò davanti agli Alleati vittoriosi, lasciando un vuoto di potere sui territori occupati a seguito del trattato di Brest-Litovsk; il governo provvisorio estone si fece subito avanti e il 18 novembre venne siglato un accordo con le autorità occupanti per un pacifico passaggio di poteri. Il governo estone si era insediato da nemmeno pochi giorni quando dovette far fronte a una nuova minaccia: la dissoluzione del controllo tedesco sui territori a oriente spinse la RSFS Russa ad avviare preparativi per un'offensiva su ampia scala verso ovest, al fine di riguadagnare quanto perduto a Brest-Litovsk e spingere i venti della rivoluzione in direzione dell'Europa.

## La guerra

### L'invasione russa e il contrattacco estone

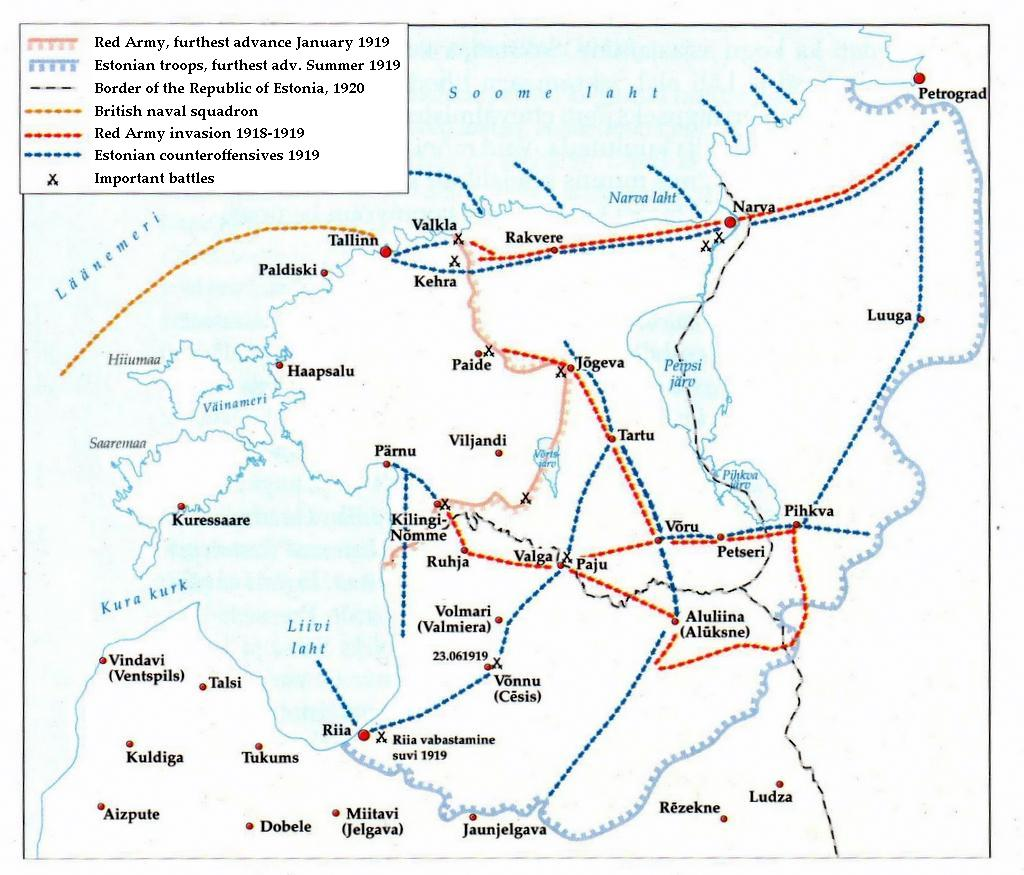
Andamento generale della guerra d'indipendenza estone

Il 13 novembre 1918 il governo bolscevico proclamò formalmente l'annullamento del trattato di Brest-Litovsk; il 22 novembre reparti russi si mossero in direzione di Narva al confine con l'Estonia, dove si scontrarono con la guarnigione tedesca ancora insediata in città: dopo un breve combattimento i russi si ritirarono, ma il 25 novembre, a seguito dello sgombero dei reparti tedeschi dalla regione di Pskov, truppe della neo costituita "Armata Rossa" bolscevica entrarono nell'Estonia meridionale muovendo su Võru, Valga e Tartu. La guerra d'indipendenza estone ebbe ufficialmente inizio il 28 novembre 1918, quando una nuova offensiva russa si abbatté su Narva ora presidiata da alcuni reparti della "Lega di difesa estone" o Kaitseliit, una milizia paramilitare: a corto di armi ed equipaggiamenti, gli estoni furono ben presto travolti e il giorno successivo i russi proclamarono l'istituzione a Narva della Comunità dei lavoratori estoni, un governo fantoccio presieduto da Jaan Anvelt. Il governo provvisorio estone aveva poco da opporre agli invasori: il neonato esercito estone (Eesti maavägi), dal 23 dicembre agli ordini dell'energico generale Johan Laidoner, aveva solo poche migliaia di reclute e scarseggiava tanto in fatto di armi quanto in equipaggiamenti. Nonostante i numeri crescenti, le forze estoni sul fronte settentrionale, composte da 1300 soldati, soffrivano di un'inferiorità numerica di 3 a 1 rispetto al nemico: il tentativo di formare una linea di difesa sul fiume Kunda fu vanificato quando i reparti russi sfondarono e il 16 dicembre catturarono la città di Rakvere. Davanti a una resistenza trascurabile, i russi avanzarono a fondo in Estonia: il 18 dicembre fu occupata Valga, mentre sul fronte meridionale unità estoni si ribellarono ai propri ufficiali; il 24 dicembre fu la volta di Tartu a cadere. I comandi comunisti continuarono a sfruttare la propria superiorità numerica per avanzare, anche se la resistenza degli estoni si intensificava giorno dopo giorno: il 24 dicembre i russi conquistarono Tapa nel nord, avvicinandosi alla capitale; entro i primi di gennaio più di metà del territorio dell'Estonia era sotto l'occupazione russa e la linea del fronte era giunta ad appena una trentina di chilometri da Tallinn.

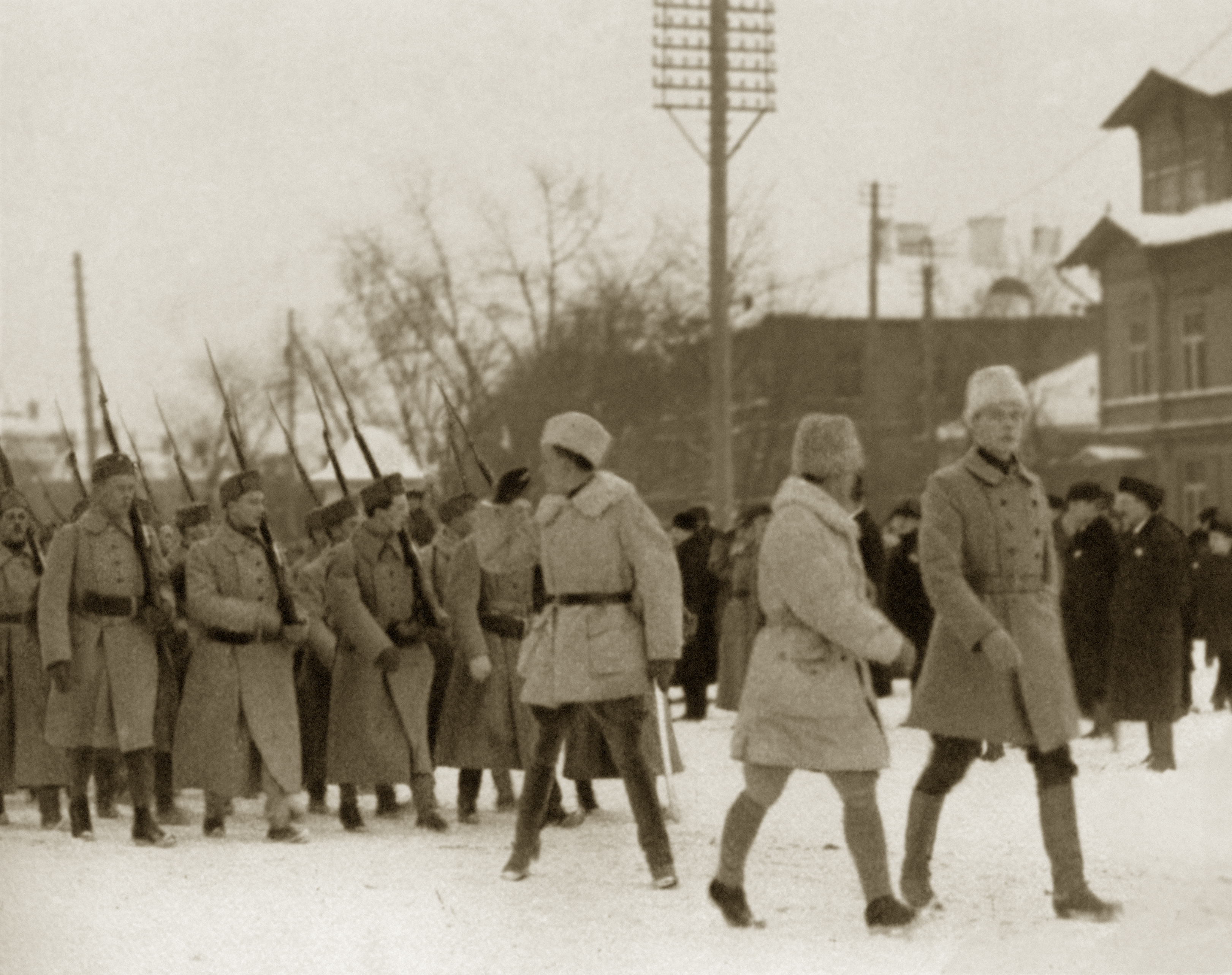
Volontari finlandesi in marcia per le strade di Tallinn nel dicembre 1918

Il governo estone fu salvato dall'intervento internazionale: la paura per un'espansione delle idee del bolscevismo aveva spinto le potenze occidentali a intervenire nell'incipiente guerra civile russa a favore delle forze controrivoluzionarie, spalleggiando in funzione anti-bolscevica i movimenti nazionalisti sorti sui territori dell'ex Impero russo; ai primi di dicembre forze navali britanniche si trasferirono nel Baltico in appoggio ai governi nazionalisti locali, facendo base nei porti di Tallinn e Liepāja. Le navi dell'ammiraglio Edwyn Alexander-Sinclair protessero l'arrivo in Estonia di un carico di 5 000 fucili destinato alle forze nazionaliste, e intervennero direttamente negli scontri bombardando il 19 dicembre le postazioni bolsceviche a Narva dove fu distrutto l'unico ponte sull'omonimo fiume, un'importante via di rifornimento dei reparti dell'Armata Rossa; il 26 dicembre le navi britanniche catturarono due cacciatorpediniere russi diretti a compiere un'incursione nella rada di Tallinn i quali, rinominati Lennuk e Wambola, andarono a costituire il primo nucleo della Marina militare estone (Eesti merevägi) in fase di organizzazione sotto il contrammiraglio Johan Pitka. Altri aiuti giunsero dalle nazioni della Scandinavia: entro i primi di gennaio la Finlandia aveva provveduto a inviare a Tallinn armi, equipaggiamenti e un primo contingente di circa 500 volontari, divenuto poi una forza di 3 500 uomini su due reggimenti al comando del colonnello Hans Kalm; in gennaio 300 volontari arrivarono dalla Svezia agli ordini del maggiore Carl Axel Mothander, seguiti ai primi di aprile da un piccolo contingente di 200 danesi sotto il capitano Richard Gustav Borgelin. Al contrario che nella confinante Lettonia, i baltico-tedeschi presenti in Estonia non tentarono di sfruttare il conflitto con i bolscevichi per prendere il potere, ma scelsero di rimanere fedeli al governo di Tallinn: ai primi di gennaio era stato reclutato un battaglione di volontari baltico-tedeschi sotto il colonnello Konstantin von Weiss, che servì con distinzione insieme ai reparti estoni. All'interno dell'esercito estone, infine, operò anche un contingente di volontari russi anti-bolscevichi, composto da un battaglione agli ordini del capitano Artur Sauesel.
Grazie agli aiuti stranieri, all'inizio di gennaio 1919 l'esercito estone era stato riorganizzato in una forza di 15 000 uomini ben equipaggiati e appoggiati da forze navali e da treni corazzati. Il 6 gennaio le forze estoni lanciarono una controffensiva lungo tutto il fronte: a nord, la 1ª Divisione estone del generale Aleksander Tõnisson riconquistò Tapa il 9 gennaio allontanando la minaccia russa da Tallinn, poi si spinse lungo la costa settentrionale fino a liberare Rakvere il 12 gennaio; con gli incrociatori britannici dell'ammiraglio Walter Cowan che pattugliavano il Golfo di Finlandia impedendo sortite di navi russe da Pietrogrado, le forze navali estoni condussero una serie di sbarchi anfibi alle spalle delle posizioni nemiche, riuscendo a liberare Narva il 19 gennaio al termine di una campagna lampo.

 Verso sud si spinse invece la 2ª Divisione estone del colonnello Viktor Puskar, la quale prese Tartu il 14 gennaio e quindi Valga e Võru il 1º febbraio dopo aver ottenuto, il giorno prima, una vittoria sulle forze bolsceviche davanti a Paju sul confine estone-lettone; la presenza di forze bolsceviche in Lettonia spinse gli estoni a intervenire nella contemporanea guerra d'indipendenza lettone a fianco dei nazionalisti locali, e la 3ª Divisione estone del generale Ernst Põdder occupò la regione tra Valka e Rūjiena ai primi di febbraio in collaborazione con gli alleati. Il 4 febbraio anche la contea di Petseri fu riconquistata dagli estoni, sancendo la completa liberazione del paese dall'occupazione russa.

### Le offensive in Lettonia e Russia

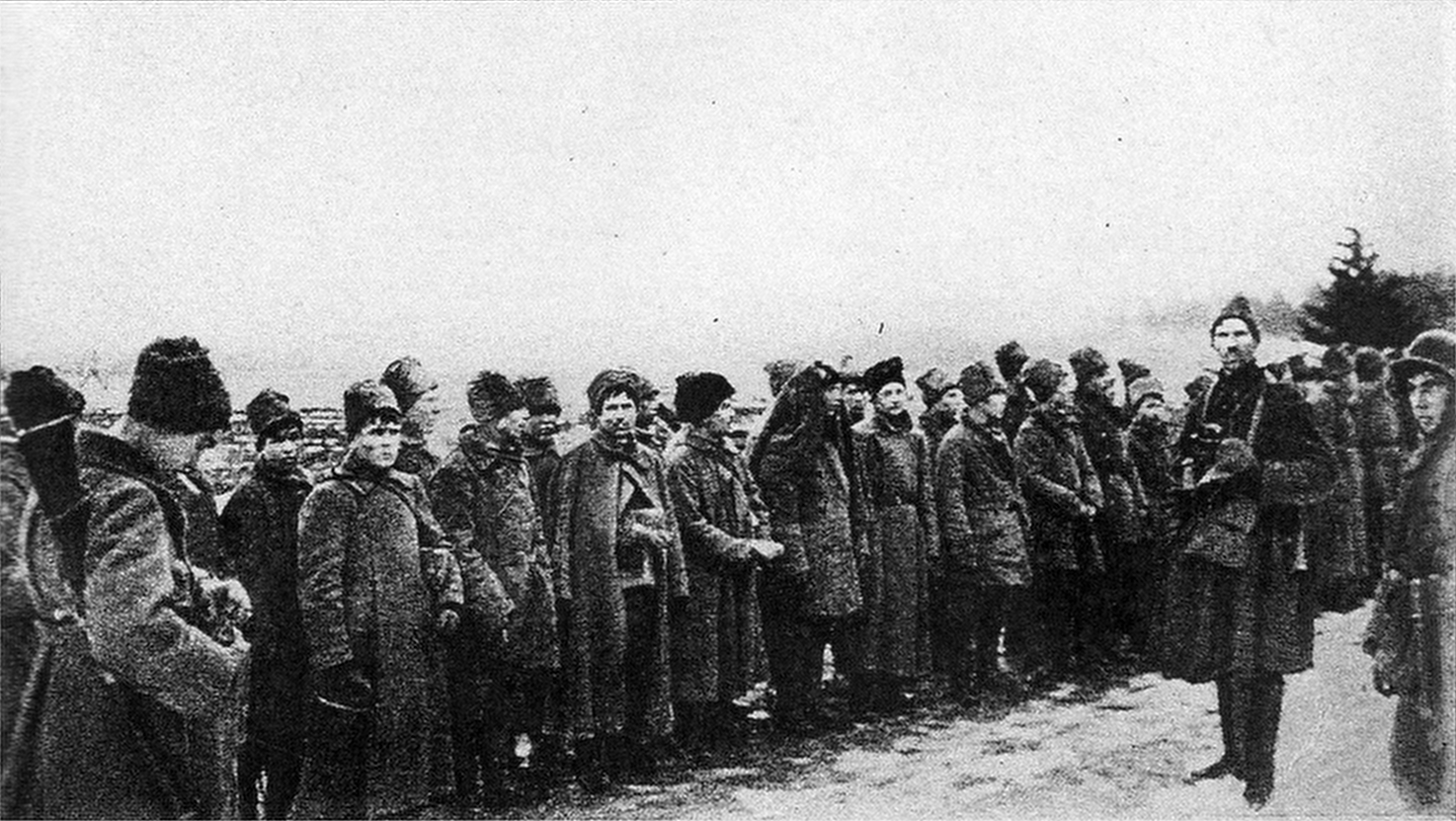
Prigionieri russi catturati dagli estoni nel settore di Tapa

Il governo della Comunità dei lavoratori estoni dovette fuggire in Russia, ma i bolscevichi estoni cercarono in più riprese di scatenare una rivolta contro il governo provvisorio nazionalista: in dicembre un tentativo di sommossa organizzato a Tallinn fu facilmente contenuto dalle forze nazionaliste, mentre una più ampia insurrezione sull'isola di Saaremaa scoppiata il 16 febbraio fu sanguinosamente stroncata dalle unità della Kaitseliit nel giro di pochi giorni. Lungo il principale fronte di guerra, diviso fondamentalmente in due dal vasto bacino del Lago dei Ciudi, la situazione rimase stazionaria per gran parte del febbraio 1919, con entrambi i contendenti intenti a rinforzare i ranghi delle loro truppe: per la fine del mese l'esercito estone aveva raggiunto una consistenza di 75 000 uomini mentre le unità dell'Armata Rossa, al comando del generale Jukums Vācietis, potevano schierare circa 80 000 uomini. Ai primi di marzo le forze russe scatenarono una vasta offensiva sul fronte sud-orientale, invadendo la contea di Petseri l'11 marzo, ma venendo infine bloccate da una dura resistenza delle truppe estoni nei dintorni di Võru per la metà del mese; la successiva controffensiva estone portò alla ricattura di Petseri entro il 29 marzo. A nord del Lago dei Ciudi, il conflitto si trasformò in una guerra di posizione davanti alla città di Narva, pesantemente bombardata e semidistrutta dall'artiglieria russa senza che l'Armata Rossa riuscisse però a scalzare le truppe estoni schierate a difesa.

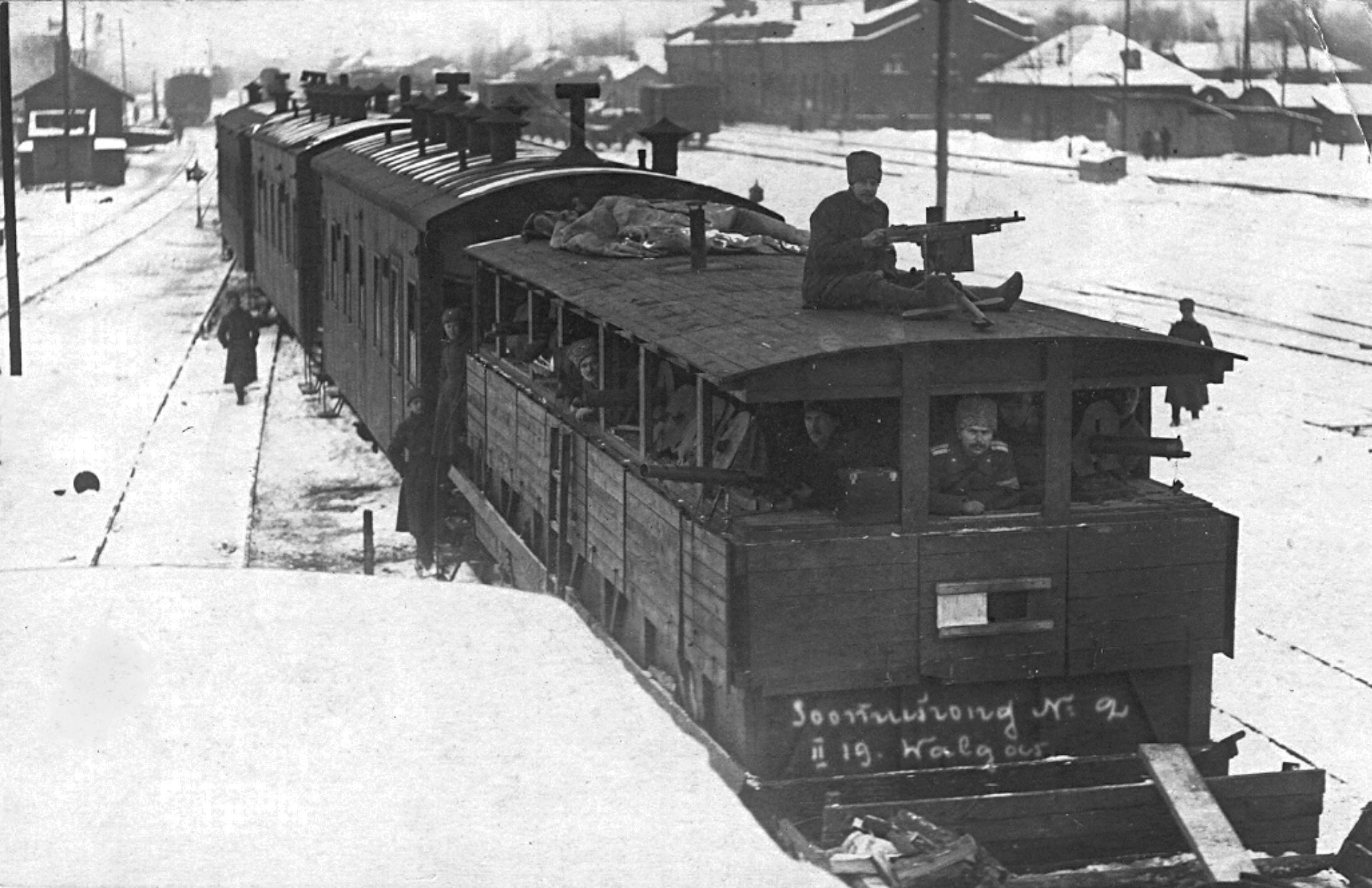
Un treno corazzato estone

Con i confini al momento sicuri, l'alto comando estone decise di portare avanti una serie di operazioni nelle regioni limitrofe all'Estonia onde costituire delle "zone cuscinetto" a protezione della madrepatria: a metà maggio la 3ª Divisione estone lanciò un'offensiva in appoggio agli alleati lettoni, liberando gran parte della Lettonia settentrionale entro giugno e collaborando poi con i nazionalisti locali nel loro conflitto con le milizie dei baltico-tedeschi, sconfitti e costretti a siglare un armistizio ai primi di luglio. Contemporaneamente, fu raggiunto un accordo di collaborazione con le "Armate Bianche" anti-bolsceviche organizzate dai nazionalisti russi, impresa non facile visto che i "bianchi", per quanto avessero in odio i bolscevichi, avversavano del pari l'indipendenza delle provincie dell'ex Impero. Con l'aiuto dei britannici, un contingente di truppe russe "bianche" denominato "Corpo settentrionale" era stato organizzato sotto l'egida del comando estone, e queste forze furono impiegate in una vasta offensiva verso est lanciata alla metà di maggio: a nord, l'attacco dei bianchi il 13 maggio colse di sorpresa le forze bolsceviche e avanzò in profondità in direzione di Pietrogrado, supportato dal fuoco delle navi britanniche nel Golfo di Finlandia e dagli sbarchi della fanteria di marina estone lungo la costa; i bianchi catturarono le città di Jamburg, Gdov e Luga prima che l'Armata Rossa riuscisse a fermarli ormai praticamente alle porte di Pietrogrado. Più a sud, l'offensiva dei bianchi lanciata il 24 maggio portò alla conquista di Pskov prima di arrestarsi sulle rive del fiume Velikaja; ottenuto lo scopo di allontanare le truppe bolsceviche dai confini dell'Estonia, il 19 giugno le forze dei bianchi, ora "Armata nord-occidentale", furono separate dal comando estone e assegnate all'ex generale zarista Nikolaj Nikolaevič Judenič perché continuassero in autonomia i loro attacchi verso Pietrogrado.

### Gli ultimi scontri e la pace

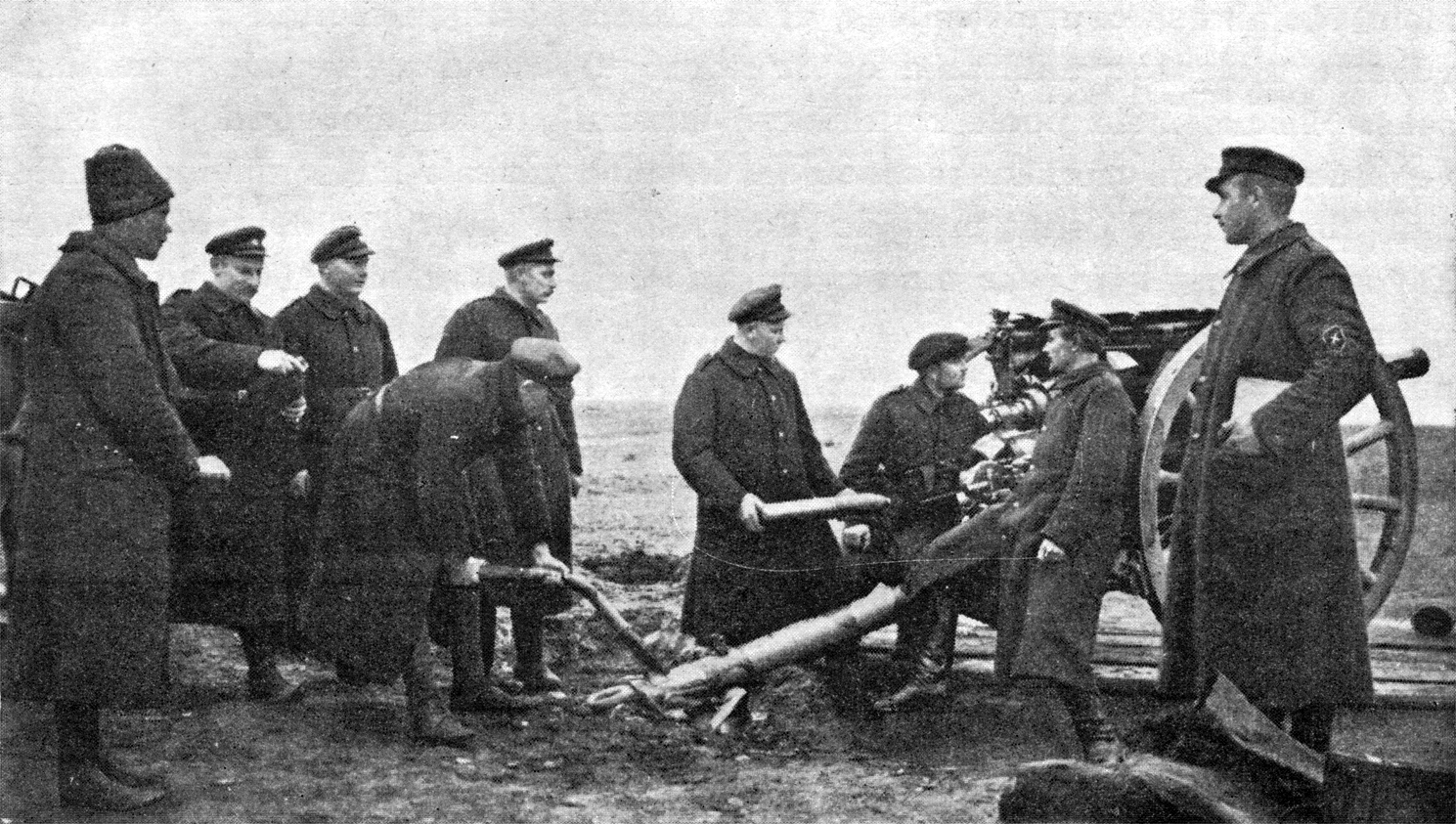
Artiglieria estone in azione nell'autunno 1919

I primi abboccamenti per una pace separata tra estoni e bolscevichi si erano avuti già alla fine di aprile, e come gesto di buona volontà il 5 giugno i russi posero ufficialmente termine all'esistenza della "Comunità dei lavoratori estoni". Una proposta ufficiale per l'apertura delle trattative fu avanzata dai bolscevichi alla fine dell'agosto 1919, e i primi colloqui presero il via il 16 settembre seguente a Pskov, nel frattempo ricatturata dall'Armata Rossa: il governo estone era diviso sulla linea da seguire, pressato dai britannici perché continuasse la lotta contro i bolscevichi a fianco dei bianchi ma avversando una vittoria dei nazionalisti russi che mai avrebbero accettato una piena indipendenza per l'Estonia, e alla fine i colloqui non approdarono a niente. Il 28 settembre l'Armata nord-occidentale lanciò una vasta offensiva in direzione di Pietrogardo: forze navali e terrestri estoni appoggiarono l'attacco dei bianchi che tuttavia fu bloccato alla fine di ottobre dai bolscevichi; la controffensiva dell'Armata Rossa portò al collasso le forze di Judenič, che a inizio novembre si ritirarono in disordine fin dietro il confine a Narva, dove furono disarmate e sciolte dagli estoni.
Dopo alcuni fallimentari attacchi dell'Armata Rossa alle difese estoni di Narva, ai primi di dicembre nuovi negoziati di pace furono avviati tra le due parti a opera del nuovo primo ministro estone Jaan Tõnisson; come forma di pressione sui negoziati, i russi lanciarono un'altra grande offensiva sul fronte settentrionale a metà dicembre, riuscendo a stabilire una testa di ponte oltre il fiume Narva prima di essere bloccati e infine respinti dagli estoni al termine di pesanti scontri. La dissoluzione dell'armata di Judenič fece cadere l'opposizione delle potenze occidentali a una cessazione dei combattimenti, e un armistizio preliminare fu siglato il 31 dicembre 1919 per poi entrare formalmente in vigore il 3 gennaio 1920. Il trattato di pace finale fu firmato il 2 febbraio seguente a Tartu, sancendo la conclusione delle ostilità e il raggiungimento della piena indipendenza per l'Estonia.

## Conseguenze
La guerra d'indipendenza era stata una dura prova per il paese, che tuttavia seppe trovare rapidamente uno stabile assetto interno: la Costituzione dell'Estonia approvata il 15 giugno 1920 introdusse un sistema parlamentare liberale con un forte potere concentrato nell'unica camera legislativa, il Riigikogu, e un capo dello stato (Riigivanem) che riuniva anche le funzioni di capo di governo. Dopo un riconoscimento de facto dell'indipendenza dell'Estonia attuato da Regno Unito, Francia e Italia già nel maggio 1918, il pieno riconoscimento dello Stato estone fu esperito da tutti i principali Stati europei tra il 1921 e il 1922 e il paese divenne un membro della Società delle Nazioni. La ricostruzione economica del paese procedette speditamente.
I resti del movimento comunista estone continuarono a costituire un fattore di instabilità interna ancora per diversi anni dalla conclusione delle ostilità, fino a un tentativo di colpo di Stato bolscevico lanciato a Tallinn il 1º dicembre 1924 ma represso con facilità dalle forze governative; il movimento comunista estone, falcidiato da arresti ed esecuzioni, scomparve di fatto dopo l'avvio di una vasta riforma agraria intentata dal governo, che lo privò di tutto il residuo supporto di cui continuava a godere dalle classi popolari. Il panorama politico estone rimase però frammentato in una moltitudine di piccoli partiti, il che portò a frequenti crisi di governo e una rapida successione di esecutivi di breve durata, una situazione aggravata dalla grave crisi economica che si abbatté sull'Estonia all'inizio degli anni 1930, riflesso della più ampia "Grande depressione" mondiale; l'approvazione di una riforma costituzionale nell'ottobre 1933 fece paventare poi l'imminente ascesa al potere del locale partito fascista, la Confederazione Estone dei Combattenti per la Libertà o Vaps. Per prevenire una presa del potere da parte dell'estrema destra, il 12 marzo 1934 le forze armate condussero un colpo di Stato sostanzialmente incruento a Tallinn: il capo dello stato Konstantin Päts assunse poteri dittatoriali, sciolse tutti i partiti politici e neutralizzò il Vaps tramite un'ondata di arresti e processi. Päts continuò quindi a governare l'Estonia con poteri autoritari fino alla seconda occupazione sovietica dell'Estonia nel 1940.

## Monumento alla memoria

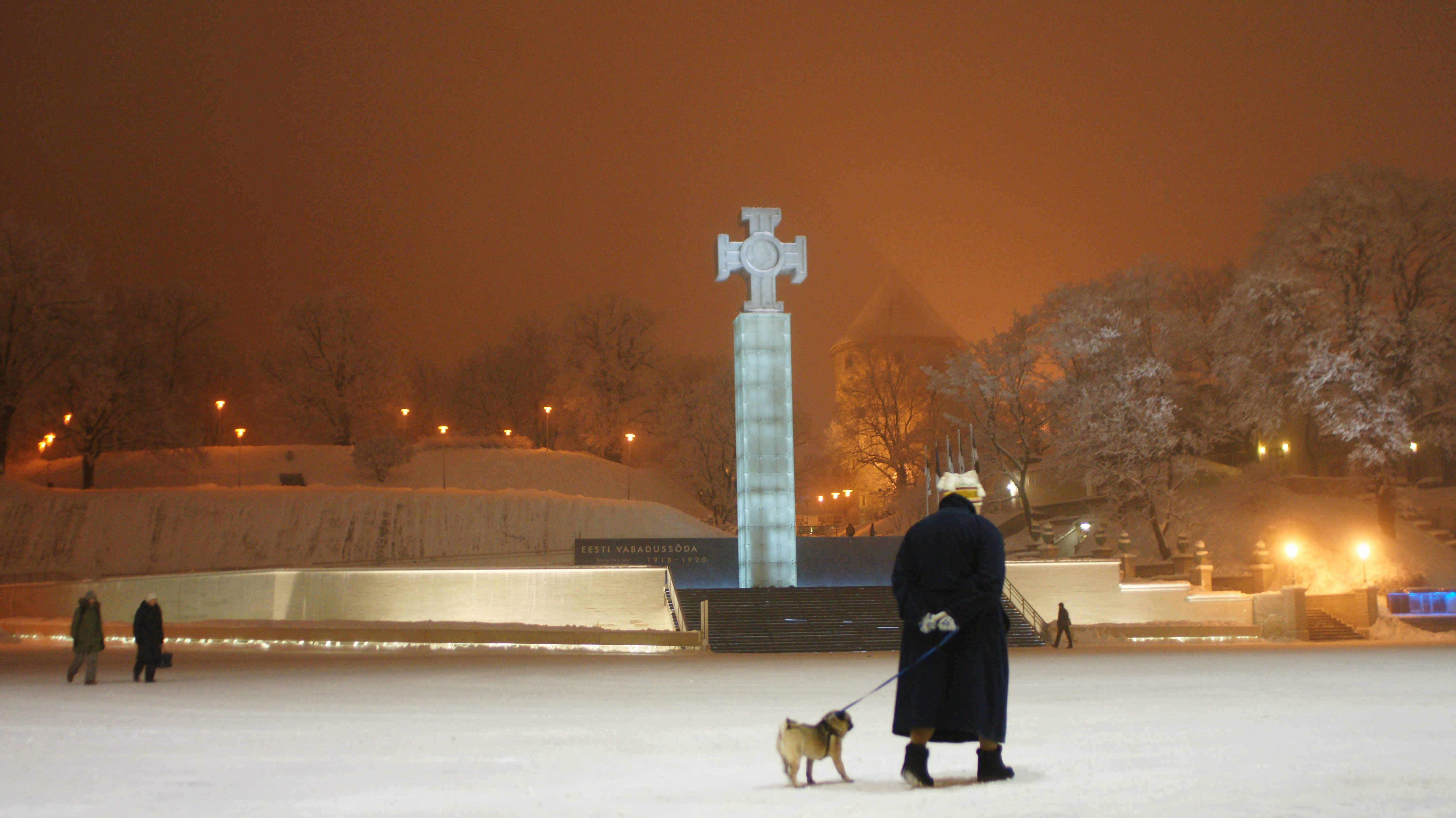
La Colonna della Vittoria a Tallinn

Nel giugno del 2009 è stata inaugurata in Piazza Vabaduse a Tallinn una stele con la Croce della Libertà sulla sua sommità, in ricordo di tutti i soldati e le vittime cadute nella guerra per l'indipendenza estone del 1918-1920.
Ne esistono altri in tutta la nazione, tra i quali si può ricordare il monumento alla guerra d'indipendenza nella contea di Tartumaa.